# Palynomorf

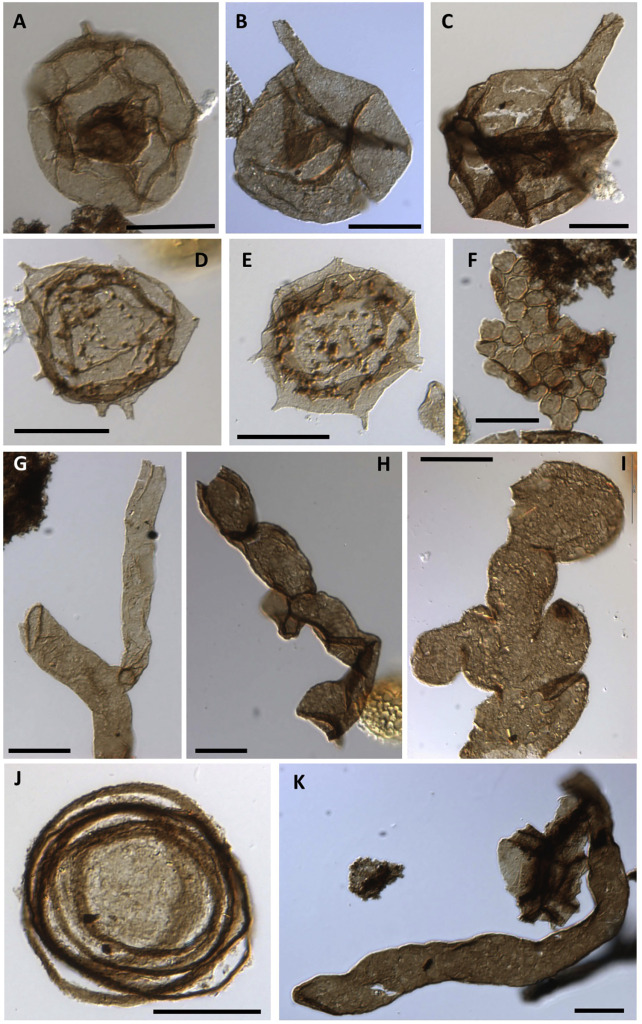
Geselecteerde Neoproterozoïsche herwerkte (door erosie uit sedimenten van oudere lagen afkomstige) palynomorfen uit de Trias-Jura-grens in de kern van Mingolsheim (Duitsland). Alle schaallijntjes 20 μm. (a-c) Germinosphaera cf. G. bispinosa -acritarch (alg?); (d, e) Onbepaalde acanthomorfe (stekelige) acritarchen; (f) Ostiania microcystis Ming-39, Triletes Beds - koloniale cyanobacterie; (g) Ouraisphaera giraldae - fungi op land (h, i, k) Jakutianemia spp waarschijnlijk fungi op land.; (j) Obruchevella valdaica - cyanobacterie.

 Een palynomorf is in de geologie een deeltje organisch materiaal met een grootte van 5 tot 500 micrometer (μm). Palynomorfen worden gevonden in sedimenten en sedimentair gesteente en bestaan bijvoorbeeld uit chitine, pseudochitine of microfossielen als sporopollenine.
Palynomorfen kunnen, aangezien de deeltjes uit fossiele resten van planten bestaan, gebruikt worden voor biostratigrafie, het dateren van sediment aan de hand van fossielen. Als bijvoorbeeld soorten pollen in palynomorfen worden gevonden waarvan bekend is dat ze gedurende een bepaalde tijd leefden, is de betreffende sedimentlaag ook van die ouderdom. De soorten planten waartoe het organisch materiaal behoort kunnen ook iets vertellen over het paleoklimaat ten tijde van de afzetting van de sedimentlaag. Palynomorfen zijn goed geschikt voor datering omdat ze miljoenen cellen per gram organisch materiaal bevatten, zelfs als de sedimentlaag waarin ze gevonden werden nauwelijks fossielen bevat.
Veel gebruikte microscopisch kleine fossiele resten in palynomorfen zijn dinoflagellaten, acritarchen, sporen, pollen, schimmels, scolecodonten, organen van wormen, borstelwormen of geleedpotigen (zoals monddeeltjes van insecten), chitinozoa en foraminifera.